# Semaeopus micropis
Semaeopus micropis là một loài bướm đêm trong họ Geometridae.